# Ибрахим-шах Сури
Ибрагим-шах Сури (? — 1567/1568) — пятый правитель Северной Индии из династии Сур (1555), пуштунской династии позднесредневековой Северной Индии.

## Биография
Ибрагим-шах был сыном Гази-хана Сури и двоюродным братом Шер-шаха Сури. Шурин султана Дели Мухаммада Адил-шаха.
Ибрагим-хан был губернатором Агры в 1555 году, когда поднял восстание против власти делийского султана Мухаммада Адил-шаха. Последний отправил свою армию, чтобы подавить восстание, но Ибрагим-хан разгромил армию Мухаммада Адил-шаха и двинулся на Дели. После захвата Дели он принял титул султана и стала Ибрагимом-шахом Сури. Но в том же 1555 году Сикандар-шах Сури разгромил Ибрагима-шаха в битве при Фарахе, в 32 км от Агры, несмотря на численное превосходство армии Ибрагима. Сикандар-шах захватил Дели и Агру.
Потеряв Агру и Дели, Ибрагим-шах Сури начал свою борьбу с Адиль-шахом. Ибрагим-шах был дважды побежден армией Мухаммада Адил-шаха во главе с его визирем Хему, вначале в битве при Калпи, а затем в битве при Хануа. Ибрагима-шах укрылся в крепости Баяна, которая была осаждена армией Хему. Он получил некоторую передышку, когда визирь Хему был отозван в столицу. Позднее Ибрагим-шах нашел убежище в Ориссе, где и умер в 1567—1568 годах.